# Moteur de règles
 (février 2023).
Si vous disposez d'ouvrages ou d'articles de référence ou si vous connaissez des sites web de qualité traitant du thème abordé ici, merci de compléter l'article en donnant les références utiles à sa vérifiabilité et en les liant à la section « Notes et références ».
En informatique, un moteur de règles est un système logiciel qui exécute une ou plusieurs règles métiers dans un environnement de production. Ces règles peuvent venir de la législation, de politiques applicables ou d'autres sources.
Un moteur de règle est généralement fourni comme composant d'un système de gestion de règles qui, parmi d'autres fonctionnalités, permet d'enregistrer, définir, classifier et gérer toutes les règles, vérifier la cohérence de leur définition, définir les relations entre différentes règles, et relier certaines d'entre elles à d'autres applications, qui sont affectées par ces règles ou nécessitées par celles-ci.